# Иван крестьянский сын и мужичок сам с пёрст, усы на семь вёрст
«Иван крестьянский сын и мужичок сам с пёрст, усы на семь вёрст» — русская народная сказка, записанная фольклористом А. Н. Афанасьевым. Сказка представлена под номером 138 в первом томе его сборника «Народные русские сказки» (записана в Саратовской губернии).
Печаталась в сборниках русских сказок и в виде аудиосказок.

## Сюжет
У одного царя на дворцовом дворе стоял столб с тремя кольцами: золотым, серебряным и медным. Однажды во сне царь увидел, будто у золотого кольца был привязан конь с месяцем во лбу. Утром он собрал народ и сказал: кто этот сон разгадает и коня доставит — за того дочь замуж отдаст и половину царства в придачу. Никто не смог решить эту задачу, но царю донесли, что у одного нищего старика есть сын Иван, который может сон разгадать и того коня достать. Пришедший к царю Иван сказал, что поручение царя сможет выполнить, когда исполнится ему пятнадцать лет.
Достигнув этого возраста крестьянский сын ещё три года искал себе коня, с которым можно было решить царскую задачу, но нигде не мог его найти. Опечалившись, ехал обратно к царю, и попался ему навстречу старичок, который сообщил Ивану место, где можно найти молодого жеребца, откормив которого можно решить царскую задачу. С этим молодым конём приехал он к царю, взял себе ещё шесть помощников и пустился в дальнюю дорогу.
В поисках коня, который приснился царю, Иван с товарищами победил четырёх змеев-братьев: трёх-, шести-, девяти- и двенадцатиголового, забрав у последнего его коня. Затем превратился Иван в кота, проник в жилище змеев, где остались их жёны и узнал, что они задумали для Ивана и его товарищей на обратном пути домой. Преодолев трудности на этом пути, в живых остался только Иван на своём волшебном коне. Но и ему пришлось при этом повстречать мужичка сам с пёрст, усы на семь вёрст, который хотел украсть у царя его дочь. В результате приехал Иван к царю на прекрасном коне, которого он отдал царю, затем чудесным образом вернул ему царевну. Обрадованный царь отдал дочь замуж за Ивана крестьянского сына, который долго и счастливо с ней жил.